# حقيقة البهائية

حقيقة البهائية (مصطفى محمود) 1985

حقيقة البهائية كتاب للدكتور مصطفى محمود صدر عن دار المعارف  عام 1985 في 135 صفحة، والكتاب مدخلًا مبسطًا للتعرف على البهائية  من بدايتها إلى وقت صدور الكتاب.

## فصول الكتاب
الباب - قرآن البابية وشريعتها - بهاء الله ودعوته - البهائي والقادياني - ذلك الإفك القديم - ختم النبوة.

## مقتطفات من الكتاب
«ما إن مات محمد عليه الصلاة والسلام وتحركت المشاعر بذلك الحب الطبيعي لآل البيت فقال البعض: إن على بن أبي طالب أولى بالخلافة من أبي بكر. حتى انفتحت ثغرة دخلت منها الفتن وظلت تتسع وتتسع على مدى الأعوام الألف والأربعمائة».
يسرد الدكتور مصطفى محمود تطور الأحداث في التاريخ الإسلامي ويصل إلى أحد الشخصيات الرئيسية في البهائية وهو علي محمد الشيرازي ويكتب:
«ولد الميرزا على محمد عام 1819 ميلادي في شيراز... عكف على كتب التنجيم والسحر وتسخير روحانيات الكواكب وكان يلازمه شاب آخر على مثاله هو السيد جواد الطباطبائى. وكان يحضه على هذه الرياضات ويهيج أشواقه ويوهمه بأنه يرى من سيماه ومحياه الجميل الصبوح أنه سيكون ذلك الموعود الذي أخبر كاظم الرشتى (ثاني أبرز رجل دين في المدرسة الشيخية) بقرب ظهوره ويذكر المؤرخون أن الميرزا على محمد لازم الرشتى وتتلمذ عليه سنتين كاملتين، وهناك تعرف على زميله في الدرس الملا حسين البشروئي. واعتكف الميرزا في المسجد ودخل الخلوة ليخرج منها معلناً أنه الباب (الباب الموصل إلى حضرة الإمام الموعود) وأنه وكيله وسفيره بين الخلق. وبعد شهور يعود الميرزا إلى شيراز. ويلحق به الملا حسين البشروئي. ويقول مؤرخ البهائية: وبينما كان الملا حسين البشروئي ماثلاً أمام حضرة الباب، إذ أعلن له بغتة أنه هو المهدى القائم، صاحب الزمان ودعاه إلى الإيمان به، وكان عمر جنابه حينئذ خمساً وعشرين سنة، وقد أعتبر ذلك اليوم عيد المبعث. وكان البشروئي هو أول المبشرين بظهور المهدي. وقد أنعم عليه المهدي بلقب باب الباب. وكانت علامة المهدوية الصحيحة عند الشيوخ أن يقدم هم المهدي تفسيراً جديداً لسورة يوسف، وأن يكشف لهم عن حقيقة الأحد عشر كوكباً والشمس والقمر، فماذا قال الباب الشيرازي؟ قال: إن يوسف هو الحسين، وإن الشمس فاطمة، والقمر محمد، والأحد عشر كوكباً هم أئمة الحق في أم الكتاب، الباكون سجدًا منذ الأزل على سجن يوسف ومقتل الحسين.. وخر البشروئي ساجداً لما سمع تفسير الباب وسجد بقية الأتباع خلفه، وهكذا بدأت الأسطورة».
يتابع الكاتب رواية الأحداث ويكتب:
"وتجاوبت إيران بأصداء الدعوة الجديدة من أصفهان إلى خراسان، ومن بوشهر إلى تبريز، ومن طهران إلى مازندران، وصار أمر الباب الشيرازي موضوع البحث والمناظرات، والأخذ والرد والقبول والإنكار، واستفحل أمره واستشرى خطره، فأمر حاكم شيراز باعتقاله، وجذب من مجلسه وضرب بعض اللطمات؛ فإذا به يتراجع عن دعاواه ويعلن البراءة من كل ما نسب إليه من الإمامة والمهدوية، وصعد على منبر المسجد وأعلن توبته، وحلف على نفسه بأن لا يخرج من بيته ويبقى معتكفا فيه. وتاب مرة أخرى عن دعاواه في تبريز، بعد أن جرت بينه وبين علماء الشيعة مناظرة طويلة، وضرب ثماني عشرة ضربة على قدميه. ولكن ما لبث أن عاود نشاطه، واستأنف كتابة الألواح التي يدعى أنها تنزل عليه، ثم ادعى الربوبية وقال: إنه النقطة (والنقطة في زعم الباطنيين هي أول هيكل يتجسد فيه الله ويظهر) وهو بذلك يدعي أنه أول ظهور للرب، وأن كل الموجودات تستمد وجودها منه، وانه واسطة التصريف والهيمنة على العالم، وأثارت هذه الدعوى ثائرة المسلمين. واجتمع عدد كبير من العلماء والفقهاء، بلغ عددهم أكثر من سبعين عالماً وكفروه، وأعلنوا وجوب قتله. فأمر الحاكم بسجنه في شيراز ثم نقله إلى قلعة ماكو في أذربيجان، ثم إلى قلعة جهريق. واجتمع أكثر من ثمانين بابيًا وعقدوا مؤترًا في بيداء بدشت على نهر شهرود، وقامت قرة العين شاعرة قزوين الجميلة، التي اشتهرت بالفصاحة والأنوثة الطاغية. قامت فيهم خطيبة تدعو إلى نسخ الشريعة المحمدية وإبطالها، وأعلنت أن الزمن هو زمن الفترة، "الفترة" بين الشريعة التي نسخت والشريعة الجديدة التي لم تظهر، وهو زمن يحل فيه كل شئ: "اسمعوا أيها الأحباب والأخيار. اعلموا أن أحكام الشريعة المحمدية قد نسخت الآن بظهور الباب، وأن اشتغالكم الآن بالصوم والصلاة والزكاة وسائر ما أتى به محمد كله عمل لغو، وفعل باطل، ولا يعمل بها بعد الآن إلا كل غافل وجاهل. وإن مولانا الباب سيفتح البلاد ويسخر العباد، وستخضع له الأقاليم السبعة المسكون، وسيوحد الأديان الموجودة على وجه البسيطة. حتى لا يبقى إلا دين واحد، هو دينه الجديد وشرعه الحديث الذي لم يصل إلينا منه إلا نزر يسير، فبناء على ذلك أقول لكم - وقولي هو الحق - لا أمر اليوم، ولا تكليف ولا نهي ولا تعنيف، وإنا نحن الآن في زمن الفترة، فاخرجوا من الوحدة إلى الكثرة، ومزقوا الحجاب بينكم وبين نسائكم، بأن تشاركوهن بالأعمال وتقاسموهن بالأفعال. وأخرجوهن من الخلوة إلى الجلوة، فما هن إلا زهرة الحياة الدنيا. وإن الزهرة لابد من قطفها وشمها، لأنها خلقت للضم وللشم، بلا حد وبلا كم،  ولا تحجبوا حلائلكم عن أحبابكم إذ لا ردع الآن، ولا منع، ولا صد ولا حد. فخذوا حظكم من هذه الحياة. فلا شئ بعد الممات"، وأفتت أنه يجوز للمرأة أن تتزوج من تسعة، وادعت أنها مظهر فاطمة بنت النبي وزوجة علي، وقالت: حكم عيني حكم عينها، وكل شئ ألقى عليه نظرتي يظهر ويصير حلالاً، وخلعت عن وجهها الحجاب. ودعت إلى الحرية ورفع التكاليف.
وقالت عن نفسها: إنها الصور الذي جاء ذكره في القرآن الكريم، وإنها من علامات الساعة. وقد بلغت أسماع الباب في سجنه أحداث مؤتمر بدشت، وما قالته قرة العين من ضرورة نسخ الشريعة. فأقرها على ما قالته".
بموت ملك إيران محمد شاه عام 1848 وتولي ولده ناصر الدين، سنحت الفرصة لقواد البابيين (الملا حسين البشروئي والملا البارفروشي القدوس) للهجوم وحكم المنطقة بمساعدة الحكومة القيصرية الروسية، وحققوا بعض الإنتصارات ثم انهارت قوتهم وتراجعوا عن معتقداتهم وتراجع «الباب والنبي وحضرة النقطة والرب» المرزا «علي محمد الشيرازي» وقتل والقيت جثته في حفرة، وقيل إنها سرقت ونقلت لتدفن في جبل الكرمل بفلسطين حيث المزار المقدس والكعبة التي يحج إليها البهائيون.
ينهي الدكتور مصطفى محمود كتابه بفصل «ختم النبوة» قائلاً:
«التسلل إلى منتدى الأنبياء، وادعاء النبوة هواية قديمة قدم التاريخ، بحكم ما جبلت عليه النفوس البشرية من حب الجاه والعظمة، وليس أعظم من أن تكون نبيًا ولا جاه يبتغى أكبر من جاه الأنبياء .... فكرة التناسخ والتقمص والرجعة والبعث في دورات زمنية دنيوية هي فكرة الأفكار المحورية عند الدروز، كما هي عند الهندوس، والبوذيين، والفرق الباطنية الإسلامية والبابية والاثنا عشرية والبهائية».
ويواصل الدكتور مصطفى محمود سرداً لمقولات «حضرة البهاء» فيكتب:
"اسمعوه يتمايل مختالاً في قميصه اللميع: "يا قوم طهروا قلوبكم ثم أبصاركم لعلكم تعرفون بارئكم في هذا القميص المقدس اللميع"، ويتابع الدكتور مصطفى محمود: "هل آن الأوان للصغار أن يكفوا عن الجري واللهاث خلف المهدي، وخلف سراب النبي القادم من غصن يعقوب، فلن يأتي من غصن يعقوب إلا الدجال الأكبر، الذي سوف يمكر بهم ويسلبهم ما بقى من عقل ودين ودنيا وآخرة".

## نقد وتعليقات
صنف موقع «آي ريد» كتاب «حقيقة البهائية» ضمن أفضل 6 كتب للدكتور مصطفى محمود وأوجز الموقع الحديث عن الكتاب قائلاً: «يناقش دكتور محمود في هذا الكتاب نشأة البهائية وكتابها المقدس وادعاء حسين على النور مؤسس مذهب البهائية النبوة فقد لقب ببهاء الله بل قد وصل الأمر أنه ادعى الألوهية. يوضح الكتاب أصول الطوائف الأخرى مثل العلوية والدرزية والقاديانية وعلى الرغم من صغر حجم هذا الكتاب إلا أنه ملئ بالمعلومات الغزيرة عن كل ما يخص البهائية».
كتب أحمد حمدي إمام على موقع «إسلام واي» في 24 أبريل 2019 عن الديانة البهائية والتصدي لها قائلاً: «تصدى لها كتاب وعلماء وصحفيون، يدفعون موجة الإلحاد والتدمير. ومن هذه الكتابات ما هو عميق دقيق، ومنها ما هو سريع حماسي ... ومن هذه الكتب (أضواء وحقائق على البابية والبهائية والقاديانية) للدكتورة آمنة محمد نصير. و (البهائية في ميزان الإسلام) للدكتورين عمارة نجيب، ومحمود عتمان، وقد صدر عن وزارة الأوقاف المصرية. و (حقيقة البهائية) للدكتور مصطفى محمود. وكانت في الأصل مقالات أربع نشرت أسبوعيا بجريدة (أخبار اليوم) القاهرية في مايو ويونيو 1985».
جاء في كتاب «الحقيقة الصوفية» للكاتب عبد الرحمن عبد الخالق 1984: «العجيب حقا أن مصطفى محمود نفسه يهاجم البهائية الذين يعمدون إلى التأويل الباطني للقرآن فيقول: (وهو أمر يكشف خطورة التفسير الباطني للقرآن وخطورة إغفال ظاهر الحروف ومقتضى الكلمات والعبارات، وكيف يمكن أن يؤدي أمثال هذه التفاسير إلى اقتلاع الدين من أساسه؛ وهو ما كانت تلجأ إليه بالفعل فرق الخوارج والإثنا عشرية والباطنية والبابية لتطويع القرآن لأغراضها في هدم بعضها البعض. ثم يستطرد قائلاً: (وهذا ينتهي بنا إلى موقف في التفسير لا بد من التزامه وهو الارتباط بحرفية العبارة ومدلول الكلمات الظاهر لا تنتقل إلى تأويل باطني إلا بإشارة وإلهام من الكلمات القرآنية ذاتها فنفسر القرآن بالقرآن ظاهرا وباطنا على أن لا يتعارض تفسيرنا الباطن مع مدلول الظاهر أو يعون نافياً له ... والعجيب حقا أن مصطفى محمود بالرغم من كل ما قاله عن خطورة التأويل الباطني قد فتح لنفسه هو المجال ليقول حسب هواه، فقد جعل الجنة والنار كليهما عذاباً ونعيماً معنوياً وليس شيئاً حقيقياً حسياً وقال أنا أكره العسل، ومنذ سمعت أن في الجنة أنهار عسل تقززت نفسي».

## وصلات خارجية
https://dawa.center/file/1194 حقيقة البهائية
https://www.goodreads.com/book/show/7746512 حقيقة البهائية
https://archive.org/details/general00105/page/n7/mode/2up حقيقة البهائية